# جی.دی. سیرل
جی. دی. سیرل (انگلیسی: G.D. Searle) شرکت داروسازی آمریکایی است، که در سال ۱۸۸۸ تأسیس شد.